# Rio Barcoo
O Rio Barcoo é um rio da Austrália, afluente do Cooper Creek, localizado no estado de Queensland.